# Clube Desportivo Monte Carlo
Pour les articles homonymes, voir Monte-Carlo (homonymie).
Maillots
Dernière mise à jour : 11 février 2020.

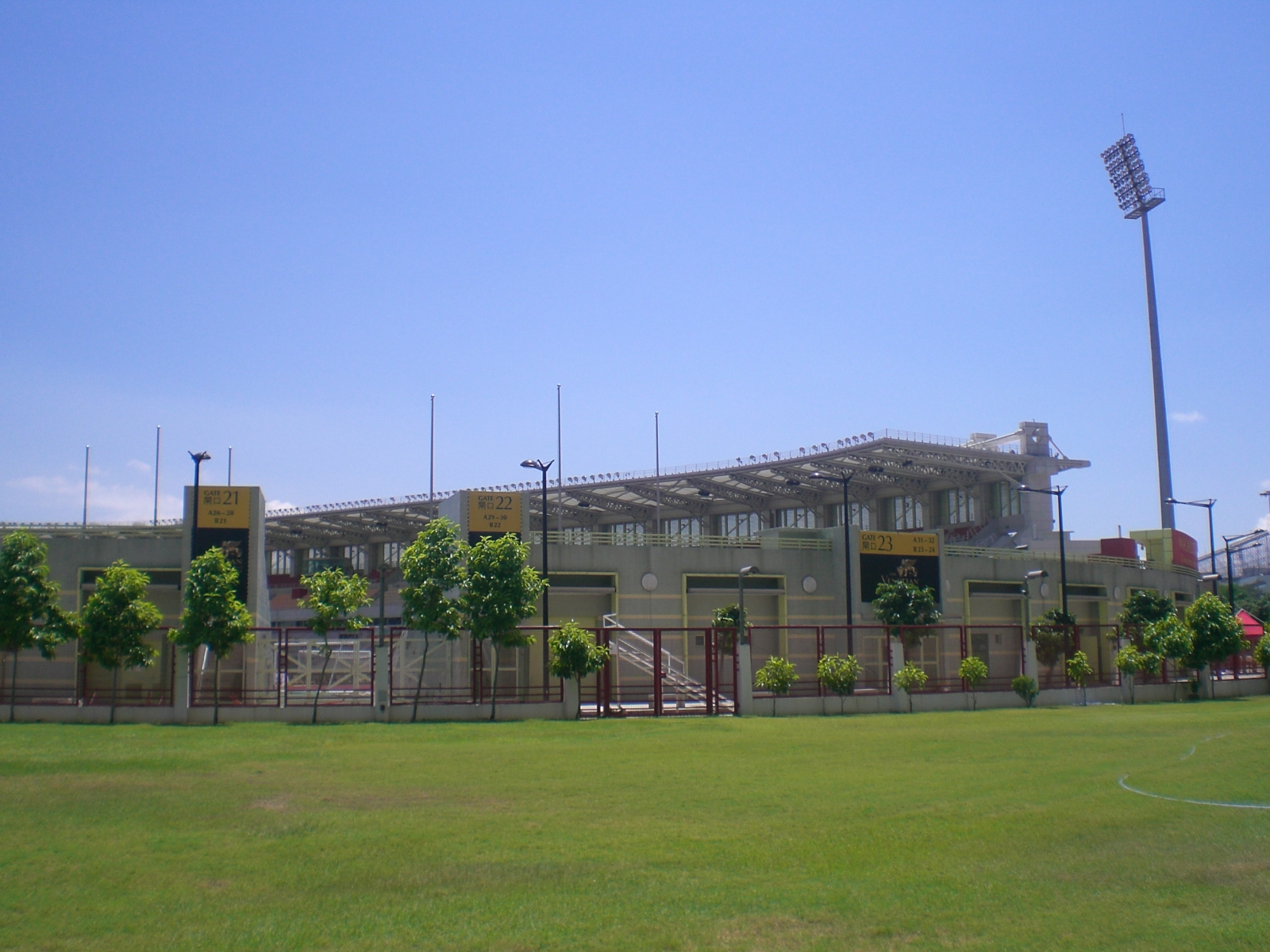

Le Clube Desportivo Monte Carlo (en chinois : 蒙地卡羅體育會), plus couramment abrégé en Monte Carlo, est un club de football macanais fondé en 1984 et basé sur l'île de Taipa, à Macao.

## Historique
- 2003 : 1re participation à la Ligue des champions de l'AFC

## Palmarès
| Compétitions nationales |
| --- |
| - Championnat de Macao (5) : - Vainqueur : 2001-02, 2002-03, 2003-04, 2007-08 et 2012-13. - Vice-champion : 2006, 2011 et 2012. - Coupe de Macao : - Vainqueur : 2023 - Finaliste : 2007, 2008, 2012, 2014 et 2017. |

## Personnalités du club

### Présidents du club
- Firmino Mendonça
- Tam Iao San

### Entraîneurs du club
- Paulo Bento
- Claudio Roberto Silveira